# Goumoens-la-Ville
Goumoens-la-Ville est une localité de la commune de Goumoëns dans le canton de Vaud en Suisse.

## Histoire
Mentionné en 1228 sous le nom de Guimuens li Vila, Goumoens-la-Ville fit partie de la seigneurie de Goumoens, démembrée au XIIIe siècle, et forma ensuite une seigneurie distincte. Les nobles de Goumoens-la-Ville étaient vassaux de l'évêque de Lausanne pour une partie de leurs biens. Le chapitre de Lausanne possédait aussi quelques biens à Goumoens-la-Ville. Deux châteaux y furent construits : Châtel-Dessus, de la seigneurie de Goumoens-le-Jux, aujourd'hui occupé par une auberge, et Châtel-Dessous, au seigneur de Goumoens-la-Ville, devenu un centre médico-social. Goumoens-la-Ville fit partie du bailliage commun d'Orbe-Échallens de 1476 à 1798, puis du district d'Échallens jusqu'en 2006.
La communauté, administrée par l'assemblée générale, connut de nombreux conflits avec son seigneur à la fin du XVIIIe siècle. Elle possédait une cour de justice fonctionnant comme cour des fiefs. Au XIIe siècle, la paroisse comprenait Villars-le-Terroir, Échallens, Oulens-sous-Échallens et Penthéréaz qui en furent détachés à la fin de ce même siècle. L'église Saint-Théodule relevait de l'abbaye de Montbenoît (diocèse de Besançon) du milieu du XIIe siècle à 1476, puis de l'abbaye du Lac de Joux jusqu'en 1536. Les habitants n'adhérèrent à la Réforme qu'en 1575. La paroisse protestante comprit Goumoens-le-Jux et l'annexe de Penthéréaz. En 1888, Goumoens-la-Ville fut l'une des premières communes vaudoises à se doter d'une école de type secondaire (primaire supérieure). C'est un village agricole (céréaliculture, betteraves sucrières, colza et élevage). Le remaniement parcellaire eut lieu de 1962 à 1979.
Le 1er juillet 2011, les communes d'Éclagnens, de Goumoens-le-Jux et de Goumoens-la-Ville ont fusionné pour former la nouvelle commune de Goumoëns. Contrairement aux noms des anciennes communes, celui de la nouvelle commune s'écrit avec un tréma.

## Héraldique
| Armes de Goumoens-la-Ville | Les armes de la localité de Goumoens-la-Ville se blasonnent ainsi : D'azur à la croix potencée d'argent chargée en abîme d'un gland de sinople. |

| Armes de Goumoëns | Les armes de la commune de Goumoëns se blasonnent probablement ainsi : D'azur aux trois coquillages d'or, à la bordure du même. |

## Démographie
Goumoens-la-Ville compte 40 feux en 1416 et 64 communiers en 1764 puis 336 habitants en 1803, 443 en 1850, 449 en 1900, 392 en 1920, 384 en 1950 et 611 en 2000.